# Henri Thomasson
Henri Thomasson (Messimy, 29 dicembre 1910 – Saint-Genis-Laval, 12 maggio 1997) è stato uno scrittore e mistico francese.

## Biografia
Allievo di Georges Ivanovič Gurdjieff, scoprì il suo insegnamento grazie a m.me Henriette Lannes, che a partire dal 1947 lo introdusse all'interno dei gruppi guidati a Parigi dalla signora Jeanne de Salzmann. I due anni trascorsi a fianco di Gurdjieff, trasformarono la sua vita, che a partire da quel momento, egli consacrò allo studio e alla pratica delle idee legate al Lavoro, il particolare insegnamento trasmesso dal Maestro ai propri allievi.

Fu esponente di primo piano dell'Institut Gurdjieff e fu tra i responsabili dei Gruppi di Lione, su incarico dello stesso Gurdjieff. Scrisse numerosi libri sul Lavoro, alcuni dei quali sono stati tradotti in Italiano e pubblicati negli anni Novanta dalla Casa editrice L'Ottava, fondata da Franco Battiato. Il cantautore siciliano fu uno dei principali allievi di Thomasson, che a partire dai primi anni Settanta, contribuì a costituire i primi nuclei italiani legati alla Gurdjieff Foundation, la Scuola che porta avanti in tutto il mondo il diretto insegnamento di Georges Ivanovitc Gurdjieff. Fu, infatti, proprio Thomasson a "portare" in Italia il Lavoro di Gurdjieff, attraverso la nascita delle "Associazioni e Centri italiani studi sull'uomo G.I. Gurdjieff", sezione italiana (tuttora operativa) della Fondazione Gurdjieff.
Con lo pseudonimo Tommaso Tramonti, Thomasson scrisse le parole di alcuni celebri brani musicali dello stesso Battiato, fra cui L'esodo, Clamori e Chanson Egocentrique, ma anche il testo del brano Bing Bang Being di Giuni Russo, e di Labirinto di Alberto Radius. Nell'altro suo brano dal titolo Il vento folle, la cantante palermitana sottolinea come intere parti di questo pezzo siano tratte dal libro Prima dell'alba di Thomasson.

Fra i libri dell'autore francese tradotti in Italiano, ci sono, appunto Prima dell'alba e Bagliori dell'anima (L'Ottava). In pratica, sia la nascita della casa editrice L'Ottava che l'orientamento di pubblicare certi libri legati alla spiritualità sono state scelte fortemente influenzate proprio da Thomasson, come spiega lo stesso Battiato, durante un'intervista concessa a Mino Damato durante una puntata di Domenica In andata in onda a metà degli anni Ottanta, alla quale era ospite anche lo scrittore francese.

In lingua italiana sono stati pubblicati, a firma di Henri Thomasson anche il libro Il pellegrinaggio e altri scritti (a cura del Centro italiano studi sull'uomo G.I. Gurdjieff), oggi ripubblicato nel volume Battaglia per il presente, e Umbria terra di magia, con una introduzione di Franco Battiato. Thomasson pubblicò anche una fiaba per bambini, dal titolo La vera storia di Kas-Kas il piccolo scoiattolo, su musiche di Francesco Messina. Ad Henri Thomasson si deve la traduzione in lingua italiana del libro Frammenti di un insegnamento sconosciuto di Pëtr Demianovič Uspenskij.

## Opere in francese
- Batailles pour le present: Journal d'une experience 1947–1967 (1974)
- Les Chemins Contraires (1981)
- A La Source du Vivant (1988)

## Opere in italiano
- Il pellegrinaggio e altri scritti
- Prima dell'alba (L'Ottava, 1988)
- Bagliori dell'Anima (L'Ottava, 1992)
- Umbria terra di magia (Ediart, 1995)
- Battaglia per il presente. Diario di una esperienza: 1947-1967 secondo l'Insegnamento lasciato da G.I. Gurdjieff (Libreria editrice Psiche, 2011)